# 池城安昆
池城親方安昆（いけぐすくうぇーかたあんこん、1768年10月19日 - ？）は、琉球王国の官僚。唐名は毛廷勷（もう　ていじょう）を名乗った。
毛氏池城殿内と称される貴族家系の11代目当主。
1804年、尚灝王の爵位を授けられるため、鄭国鼎と共に清国に派遣された。その後、1823年から1829年にかけては、三司官を務めた。
安昆はまた、尚育王の烏帽子親でもあった。